# Діброва (Збаразька міська громада)
Дібро́ва —село в Україні, у Збаразькій міській громаді Тернопільського району Тернопільської області. Розташоване на півночі району. До 2020 підпорядковане Шилівській сільраді.
До Діброви приєднано хутір Коршемки (25 дворів).
Населення — 139 осіб (2001).

## Населення

### Мова
Розподіл населення за рідною мовою за даними перепису 2001 року:
| Мова       | Кількість | Відсоток |
| ---------- | --------- | -------- |
| українська | 139       | 100%     |

## Історія
12 червня 2020 року, відповідно до Розпорядження Кабінету Міністрів України від  № 724-р «Про визначення адміністративних центрів та затвердження територій територіальних громад Тернопільської області», село увійшло до складу Збаразької міської громади.
19 липня 2020 року, в результаті адміністративно-територіальної реформи та ліквідації Збаразького району, село увійшло до складу новоутвореного Тернопільського району.

## Пам'ятки
- Ботанічні пам'ятки природи місцевого значення Луб'янківська дубина та Модрина японська (4 дерева).

## Відомі особи
Борисе́вич Васи́ль Васи́льович (4 січня 1969, с. Діброва Збаразького району Тернопільської області — 20 січня 2015, поблизу смт Фрунзе Слов'яносербського району Луганської області) — український військовик, сержант 24-ї окремої механізованої бригади (Яворів). Кавалер ордена «За мужність» III ступеня (2015, посмертно), почесний громадянин Тернопільської області (2022, посмертно).

## Галерея

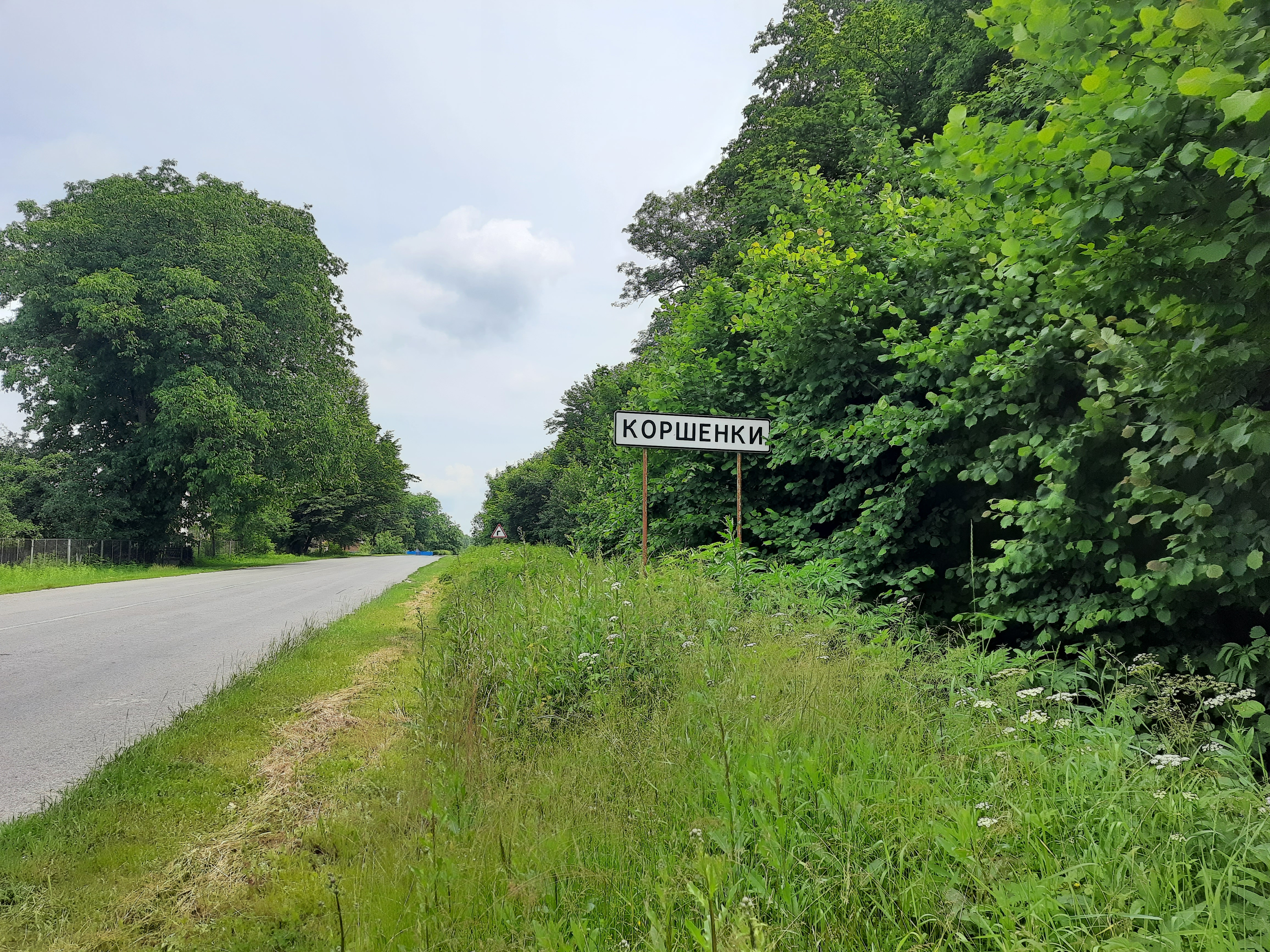
Дорожній знак при в'їзді в село
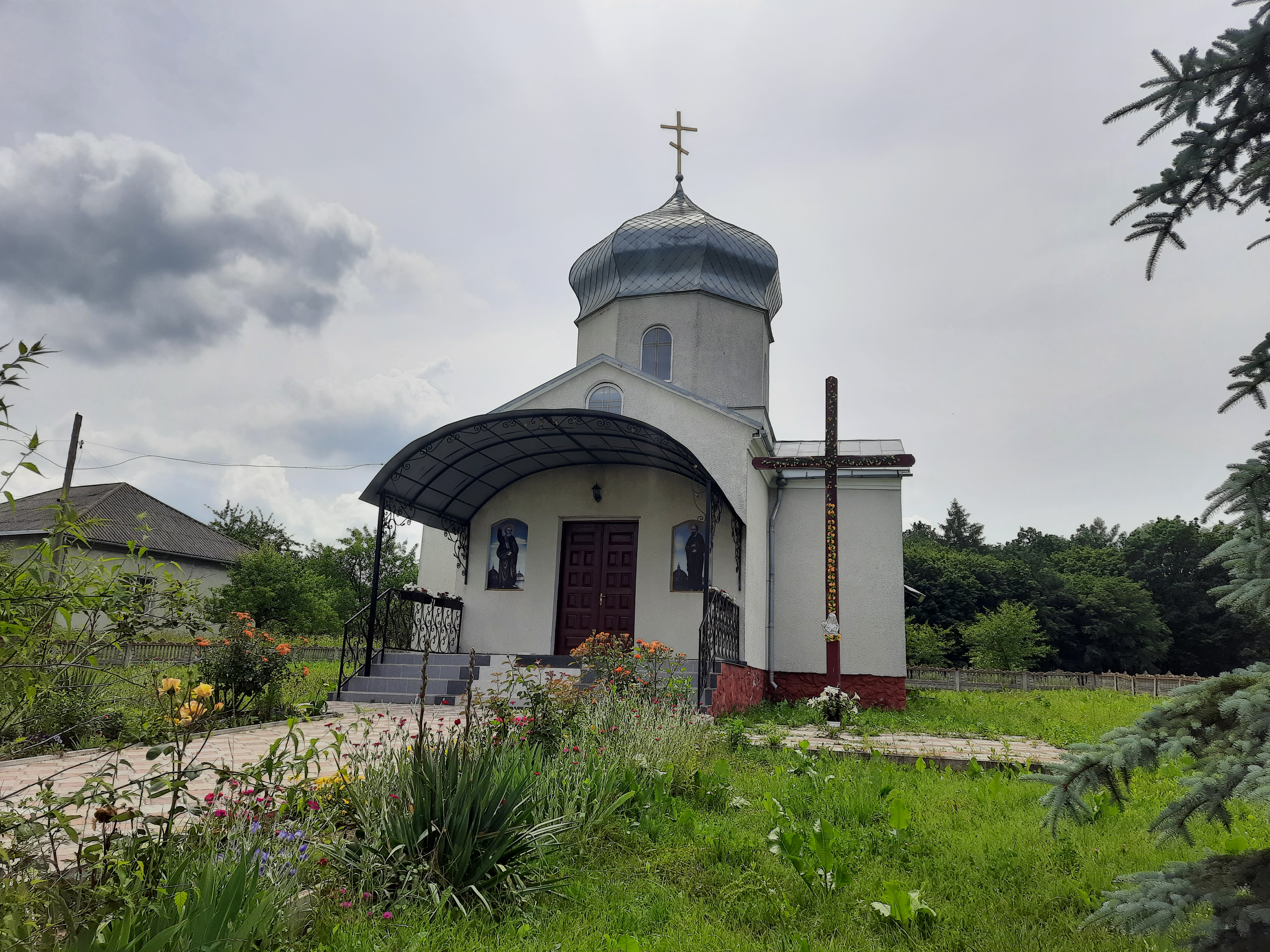
Церква Святих Петра і Павла
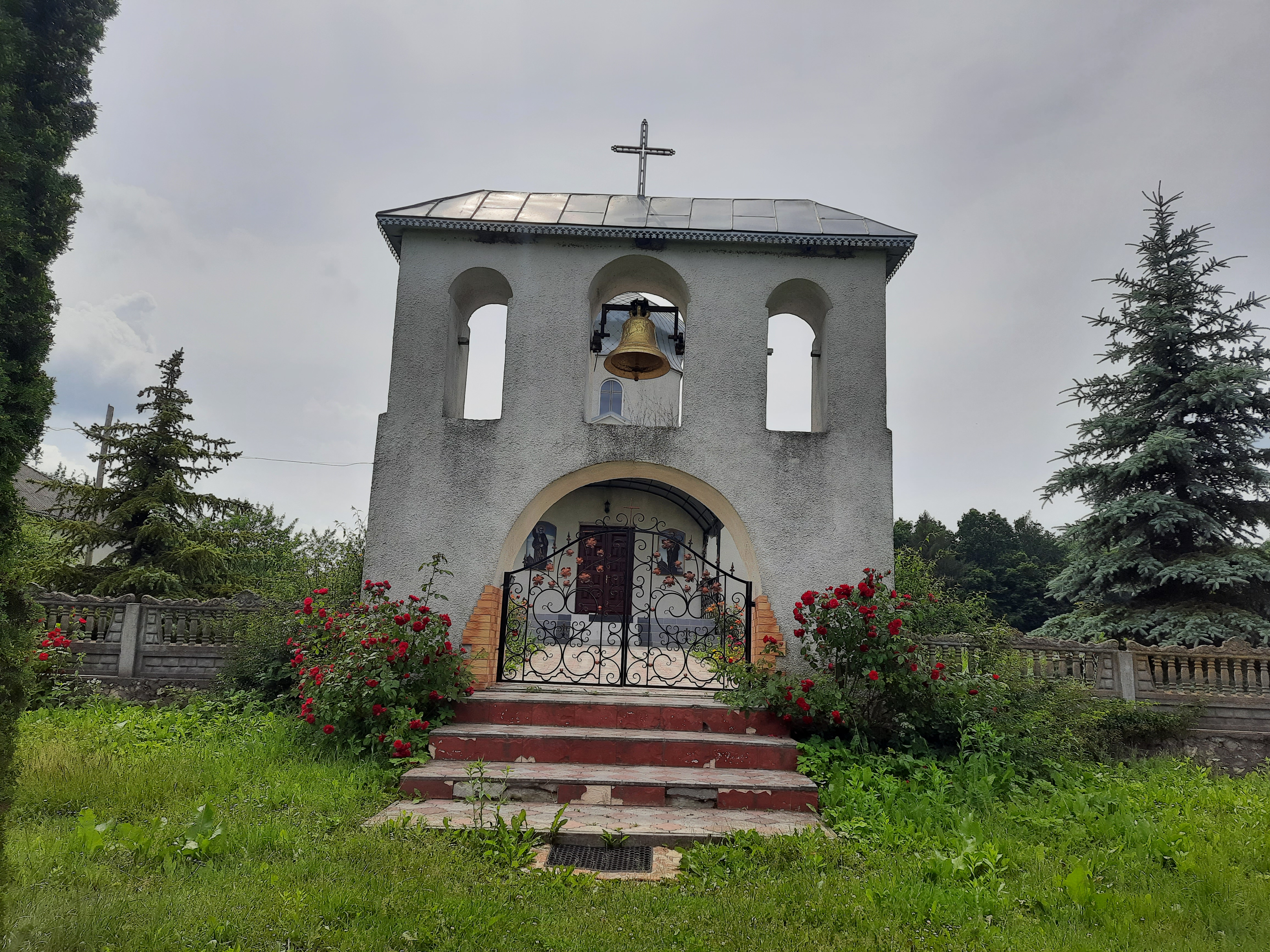
Дзвіниця церкви Святих Петра і Павла
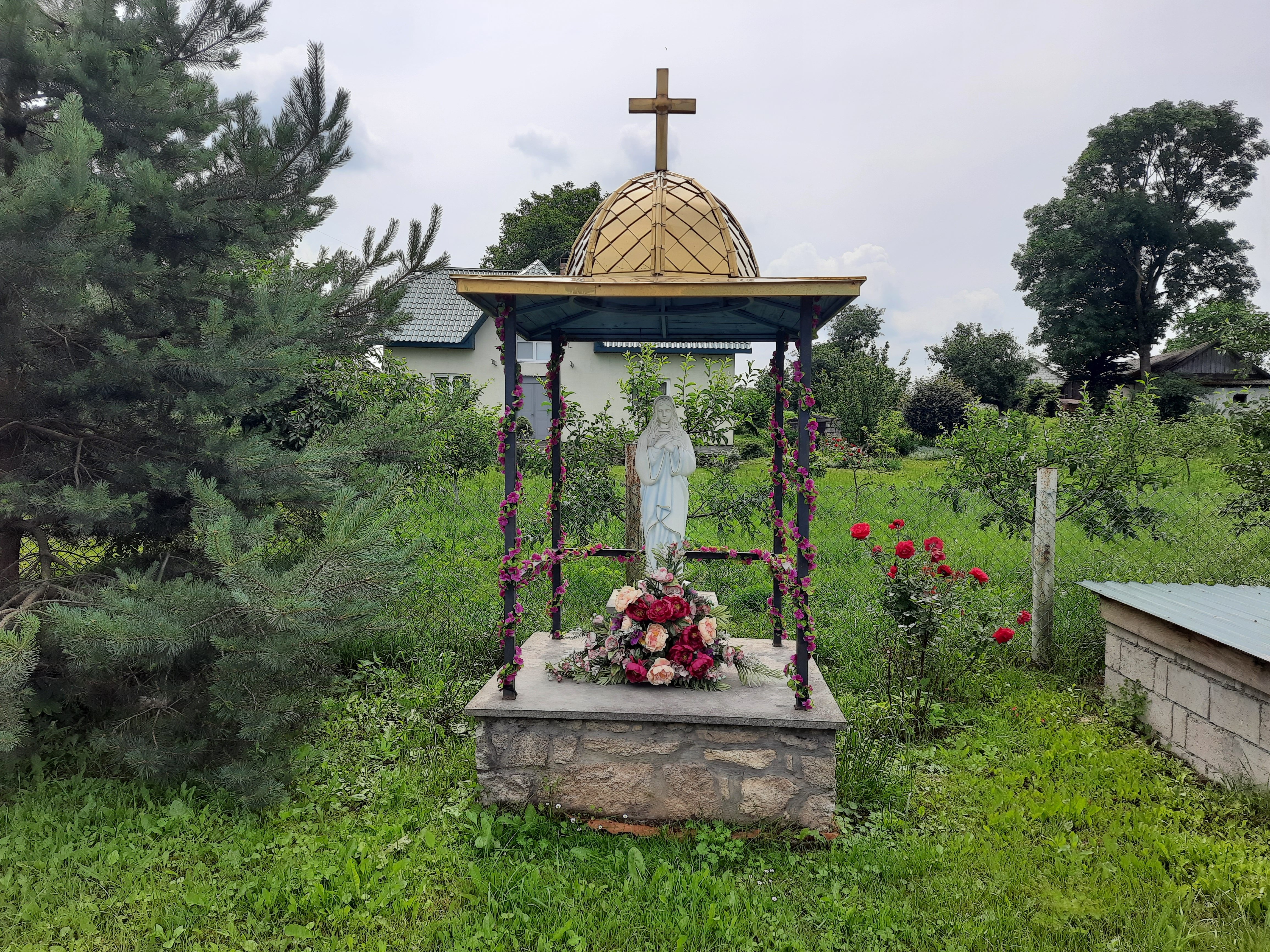
Статуя Божої Матері